# 鬥牛獒
鬥牛獒（英語：Bullmastiff）是一種大型的犬種。其正式記載的歷史大約從1860年的英國開始，有部分繁殖者相信在這年期之前數世纪，已經出現。在當時英國的貴族，會在他們巨大的莊園裏建立獵場，同時飼養大量動物作為狩獵用途。而當時的社會環境相當艱難，貧窮的人根本沒有金錢購買肉類作為食物。祇能偷偷地在這些貴族的獵場盜獵動物。當時的法律偷獵是一項嚴重罪行，會被判處死刑，或送往國外。但亦不能阻止偷獵的活動。盗獵者亦都明白被捉拿後的懲罰，所以會對獵場守衛作出強烈反抗。經常都會發生人命傷亡事件。而獵場守衛為了保謢自己生命安全，唯有利用犬隻來守護。當時一般貴族都會飼養一些大型犬，保护他們的堡壘，由其喜愛一些高貴和優雅，長着漂亮的長毛大型犬。但對於外貌粗野，短毛的獒犬，就不大喜歡。通常會送到自己的農場作守衛之用。而獵場守衛就選取了這些高大，強壯的獒犬用作守衛。而盜獵者就會用一種稱為lurchers混種格雷伊獵犬作為盜獵犬，守護獵場的獒犬雖然高大強壯，但就不靈活，缺乏耐力及侵略性。獵場守衛雖要一種強壯，沉靜，無畏無懼，敏捷和充滿爆炸力的犬種。這時候在英國中下層流行飼養一種稱為鬥牛犬的品種，牠符合了獵場守衛的要求，只是細小一点。正好補償獒犬的缺点。他們將兩個品種結合，成了今天的鬥牛獒。牠亦有另一個別名獵場守衛者。早期的鬥牛獒樣貌同現今不太相似，主要是在二十年代，有很多不同系统的鬥牛獒出現，直至到1924年制定出必須三代都是鬥牛獒配對繁殖，方可註冊。而同時以60％的獒犬和40％的鬥牛犬配種模式給與繁殖者参考。但在二十世紀初的鬥牛犬同早期已经有很大變化，得出的結果，就是現今的鬥牛獒。
以往的獵場守衛特別喜歡虎班毛色，因為在晚上不容易被發現，黄色品種在月光的照射下容易被盜獵者發現。

## 一般外貌
充滿力量的結構，展現強大的爆發力，敏捷而充滿活力，絕不會有累贅的感覺。注意力強，機警，忠心。頭大，從任何角度觀看都呈正方型，整個頭額的圓周相等於肩膊至地面的高度。嘴短，長度等於整個頭部的三分之一，闊度與深度相等。平齒咬合，輕微倒及咬合接受。短毛，毛色有不同深淺虎班，鹿黃至火紅，任何毛色都必須保持着黑臉譜的特点。
- 體高雄犬63.5至68.5厘米，雌犬61-66，厘米。
- 體重雄犬50至59公斤，雌犬41至50公斤。

來源美國犬業俱樂部

## 名犬

韋基舜與果種

在香港犬壇的年長者都熟悉在六十年代，有一頭很出名的鬥牛獒。當年風魔了很多愛好純種犬的人士，亦是首次有中文報章爭相報導。牠的名字叫果種(Pip)，主人就是社會名人韋基舜先生。當年韋先生花費二萬多元，從英國引進到香港。由於當時犬隻是不能用飛機運送，須交由船隻經海路運送，但運返香港時，遇上穌彝士運河發生事故，航道受阻，結果花了三個月才運送到香港。早期很多人都不孰悉這是什麼犬種，誤會牠的名字果種就是品種的名稱。果種參加五屆狗展，榮獲四屆全場冠軍。牠本身出自英國著名犬舍Buttonoak。牠父親是1958年的克魯夫狗展Cruft全場後備總冠軍。當年的評審員有世界知名，己故美國Mr. Maxwell Riddle，他曾經兩次到香港担任評審工作。他在1962年接受訪問時說，我曾經在世界各地評審超過五個以上的大規模鬥牛獒單獨展，果種在我首次來港評審時牠應是幼犬，我已預測牠將來是明日之星。今天我可以確定沒有錯，牠無論到世界各地都會勝出，牠有一個完美的體格，充滿力量、醒目、永遠都受人注目。
韋基舜先生除了是果種的主人亦是全世界首位將傳統中國沙皮犬引入參加犬展的人士。